# 지관 (승려)
지관(智冠, 1932년 6월 14일(음력 5월 11일) ~ 2012년 1월 2일)은 대한민국의 승려이다. 대한불교조계종  제32대 총무원장이다. 속명은 이해붕(李海鵬), 족보명은 종붕(鍾鵬), 당호(堂號)는 가산(伽山)이다.

## 생애
지관스님은 1932년 5월 11일에 경상북도 영일군 청하면 유계리(현 포항시 북구 청하면 유계리)에서 태어났다. 1947년 합천 해인사에서 자운스님을 은사로 출가하였다. 1963년 경남대학교를 졸업했으며, 2005년 조계종 총무원장을 역임했다. 2011년 9월에 서울삼성병원에서 치료를 받고, 2012년 1월 2일에 서울 경국사에서 향년 81세의 나이로 세상을 떠났다.

## 사후
지관의 장례는 2012년 1월  6일 오전 11시에 경상남도 합천 해인사에서 종단장으로 치러지고, 다비식(화장)을 봉행하였다. 다비식을 한 다음날 2012년 1월 7일에 유골에서 여러 개의 사리를 수습하고, 지관스님의 49재는 2012년 2월 19일에 경기도 서울 조계사에서 봉행하였다.

## 경력
- 1960년 ~ 1970년:해인사 강사
- 1970년 ~ 1970년:해인사 해인강원 강주
- 1970년:경기도 흥국사 주지
- 1970년 ~ 1972년:해인사 주지
- 1972년 ~ 1974년:중앙종회 부의장
- 1977년 ~ 1987년:경국사 주지
- 1980년:동국대학교 불교대학 학장
- 1984년:동국대학교 교육대학원 원장
- 1986년 ~ 1990년:제11대 동국대학교 총장
- 1993년 ~ 1996년:해인사 주지
- 2005년 11월 ~ 2009년 10월:제32대 대한불교조계종 총무원 원장, 불교원전전문학림삼학원 원장, 가산불교문화연구원 이사장, 대한불교조계종 원로의원
- 2007년 8월:남북 정상회담 자문위원단 단원

## 학력
- 경남대학교 종교학 학사
- 동국대학교 대학원 불교학 석사
- 동국대학교 대학원 불교학 박사

## 상훈
- 2001년:은관문화훈장
- 2005년:제9회 만해대상 학술부문
- 2012년:금관문화훈장